# 莱昂·德格雷勒

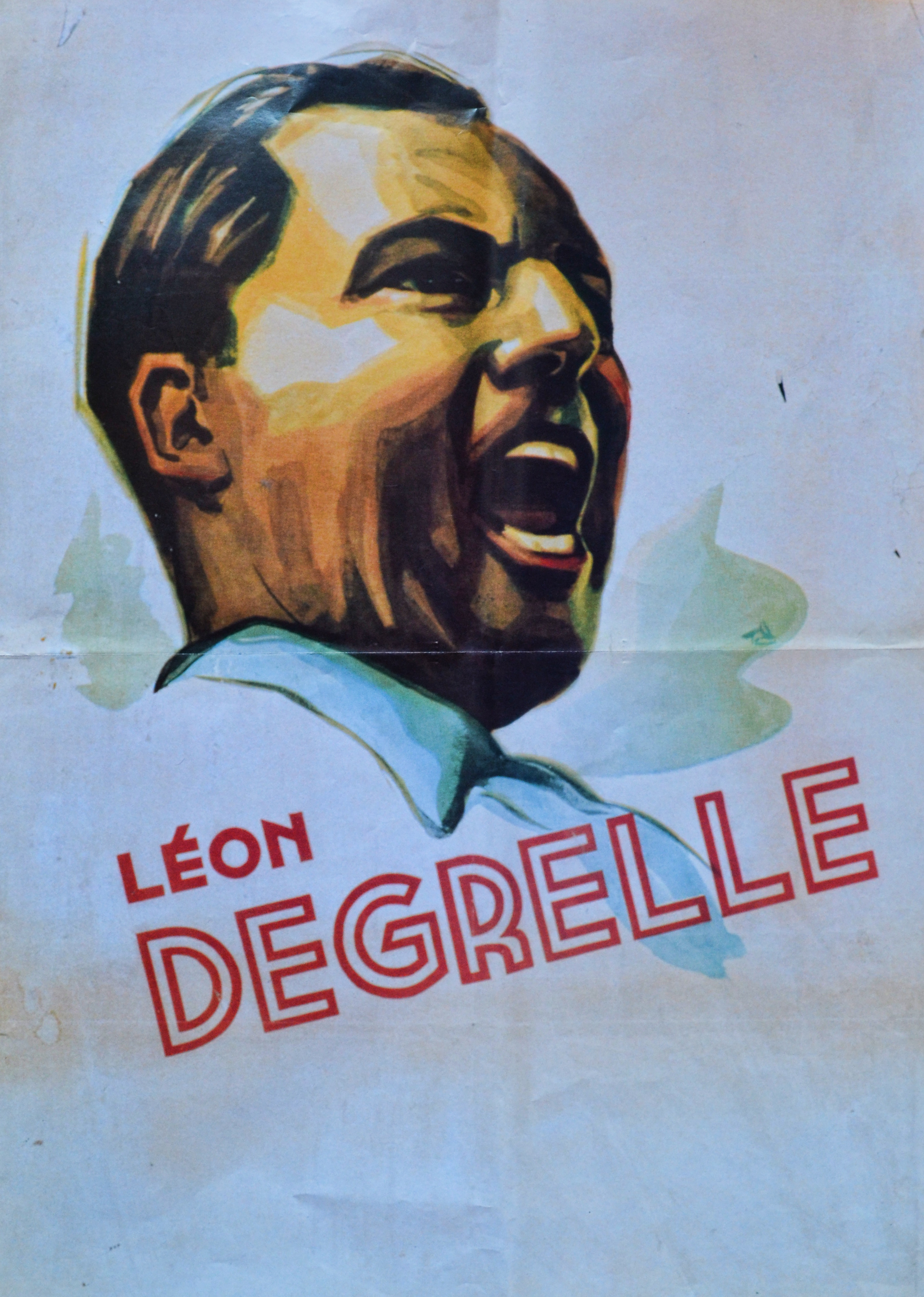
印有德格雷勒头像的瓦隆军团海报

莱昂·约瑟夫·马里·伊尼亚斯·德格雷勒（法語：Léon Joseph Marie Ignace Degrelle，法語發音：[leɔ̃ ʒozɛf maʁi iɲas dəɡʁɛl]；1906年6月15日—1994年3月31日）是一位比利时政治家。他被认为是比利时史上最著名的纳粹合作者和大屠杀否认者。20世纪30年代，德格雷勒作为雷克斯党的领导人在比利时声名鹊起。在德国占领比利时期间，他成为了德国纳粹的坚实合作者，并参加了党卫军的“瓦隆军团”，后流亡至佛朗哥治下的西班牙并最终死于西班牙南部的马拉加。